# Tommy Neilson
Thomas Murphy Neilson, meglio conosciuto come Tommy Neilson (Gorebridge, 15 marzo 1935 – Johannesburg, 10 febbraio 2018), è stato un calciatore scozzese, di ruolo centrocampista.

## Biografia
Neilson era il fratello minore di Jackie e Steve, anche loro calciatori. Neilson terminata l'esperienza nella nativa Scozia, si trasferì in Sudafrica, dove morì nel 2018 a causa di un tumore al pancreas.

## Carriera
Neilson, dopo essersi formatosi nell'Arniston Rangers, viene ingaggiato nel 1953 dall'Hearts, società in cui militerà sino al 1957, non esordendo però mai in prima squadra.
Nel 1957 passa all'East Fife, società con cui retrocede in cadetteria al termine della Scottish Division One 1957-1958.
Nel'ottobre 1959 passa per 300£ al Dundee Utd per volontà dell'allenatore Jerry Kerr, che lo fece esordire due giorni dopo contro l'Albion Rovers. Con gli Arabs ottiene il secondo posto nella Scottish Division Two 1959-1960, ottenendo così la promozione in massima serie. Inoltre vince tre Forfarshire Cup oltre ad ottenere come miglior piazzamento un quinto posto nella Scottish Division One 1965-1966.
Con il suo club partecipò alla Coppa delle Fiere 1966-1967, ove eliminò nei sedicesimi di finale i campioni in carica del Barcellona, prima squadra scozzese a vincere in una trasferta in Spagna, ma venendo eliminato nel turno successivo dagli italiani della Juventus. 
Nel 2019 Neilson è stato inserito nella Hall of fame dei Tangerines ed è il diciannovesimo giocatore del club per numero di presenze.
Nell'estate 1967 con gli scozzesi disputò il campionato nordamericano organizzato dalla United Soccer Association: accadde infatti che tale campionato fu disputato da formazioni europee e sudamericane per conto delle franchigie ufficialmente iscritte al campionato, che per ragioni di tempo non avevano potuto allestire le proprie squadre. Il Dundee United rappresentò il Dallas Tornado, che concluse la Western Division al sesto ed ultimo posto.
Nell'aprile 1968 si trasferisce ai cadetti del Cowdenbeath, con cui ottiene il dodicesimo posto della Scottish Division Two 1968-1969.
Terminata l'esperienza in patria, Neilson si trasferì in Sudafrica dove continuò a giocare e poi allenare.

## Palmarès
- Forfarshire Cup: 3

Dundee Utd: 1960-1961, 1962-1963, 1964-1965